# На'ви
На'ви (Homo pandorus) са фантастична хуманоидна раса, присъстваща във филма по сценарий на Джеймс Камерън „Аватар“. Обитават Пандора, явяваща се спътник на газовия гигант Полифем и принадлежаща към системата Алфа Кентавър. Представителите на расата имат съществени прилики с хората в редица аспекти, но за разлика от последните живеят в хармония с природата и са в неразривна връзка с нея.

## Обобщено описание
При На'ви е налице относително широк ръстов диапазон. Ръстът им варира по региони и е зависим от генетичната им история. Средният ръст на мъжките индивиди е 3 m, този на женските не е значително по-нисък, а най-високият измерен такъв е 3,9 m. Поради приема на естествени хранителни продукти и интензивната им физическа активност не се наблюдават анормални отклонения в теглото им.
Като цяло са по-фини и от човек с ектоморфен тип телосложение, но са стройни, като изразената им мускулатура свежда до минимум чувството за изтощеност; силата им е грубо 4 пъти тази на средностатистическия човек. За балансиране на дългите торс и долни крайници спомагат хватателните им опашки. Вратът е издължен, раменете са много широки, описващи веобразна форма, а кръстът – тесен.
Особено важната част от тялото им е сноп нерви, намиращ се в края на плитката и наречен „цахейлу“ (от На'ви: връзка). Чрез него осъществяват контакт със създанията на Пандора, част от които опитомяват именно по този начин, а и помежду си; веднъж свързали се, те остават верни един на друг за цял живот.